# 雷希特哈尔滕
雷希特哈尔滕（德語：Rechthalten）是瑞士弗里堡州的市镇，位於該國西部，面積7.29平方公里，海拔高度881米，2011年人口1,084，八成人口信奉羅馬天主教，人口密度每平方公里149人。

## 外部連結
- Official website （页面存档备份，存于） （德文）

1. ↑  . 瑞士联邦统计署.   [2019年1月13日].
2. ↑  . 瑞士联邦统计署. 2019年4月9日  [2019年4月11日].